# Tour de Force (38 Special)
Tour de Force è il sesto album dei 38 Special uscito nel gennaio 1984 per l'etichetta discografica A&M Records.

## Tracce
1. If I'd Been the One – 3:55 (Barnes, Carlisi, Steele, Van Zant)
2. Back Where You Belong – 4:29 (G. O'Connor)
3. One Time for Old Times – 4:32 (O'Connor)
4. See Me in Your Eyes – 3:54 (Barnes, Carlisi, D. Steele)
5. Twentieth Century Fox – 3:45 (Barnes, Carlisi, Van Zant, Steele)
6. Long Distance Affair – 3:56 (Barnes, Steele, Van Zant)
7. I Oughta Let Go – 3:59 (S. Diamond, T. J. Seals, E. Setser)
8. One of the Lonely Ones – 4:01 (Barnes, Steele, Van Zant)
9. Undercover Lover – 4:11 (Carlisi, Steele, Van Zant)

## Formazione
- Donnie Van Zant - voce
- Don Barnes  - chitarra, voce
- Jeff Carlisi  - chitarra
- Larry Junstrom - basso
- Jack Grondin - percussioni
- Steve Brookins - batteria
- Carol Bristow - cori
- Terry Emery - percussioni, pianoforte
- Lu Moss - voce, cori